# Bałąg
Bałąg (deutsch Ballingen) ist ein Ort in der polnischen Woiwodschaft Ermland-Masuren. Er gehört zur Gmina Jonkowo (Landgemeinde Jonkendorf) im Powiat Olsztyński (Kreis Allenstein).

## Geographische Lage
Bałąg liegt am gleichnamigen See (Ballinger See) im Westen der Woiwodschaft Ermland-Masuren, 18 Kilometer nordwestlich der Kreis- und Woiwodschaftshauptstadt Olsztyn (deutsch Allenstein).

## Geschichte
Gründungsjahr des aus mehreren Gehöften bestehenden Balingen (nach 1820 Balong) ist 1361: am 31. Oktober jenes Jahres verlieh das Domkapitel fünf Brüdern samt ihren Erben im Tausch Land am See Ballingen. 1785 wurden in dem königlichen Bauerndorf im Hauptamt Allenstein, Kreis Heilsberg, sechs Feuerstellen genannt, und im Jahre 1820 waren es sieben Feuerstellen bei 40 Einwohnern. Die Volkszählung am 3. Dezember 1861 erbrachte 81 Einwohner.
Zwischen 1874 und 1945 war die Landgemeinde Ballingen Teil des Amtsbezirks Schöneberg im ostpreußischen Kreis Allenstein.
71 Einwohner waren 1910 in Ballingen registriert. Bis zum Jahre 1933 stieg ihre Zahl auf 74 und belief sich 1939 auf 67.
In Kriegsfolge fiel 1945 das gesamte südliche Ostpreußen an Polen. Das Dorf Ballingen erhielt die polnische Namensform „Bałąg“ und ist heute in die Landgemeinde Jonkowo (Jonkendorf) im Powiat Olsztyński (Kreis Allenstein) eingegliedert, von 1975 bis 1998 der Woiwodschaft Olsztyn, seither der Woiwodschaft Ermland-Masuren zugehörig.

## Kirche
Bis 1945 war Ballingen in die evangelische Kirche Allenstein in der Kirchenprovinz Ostpreußen der Kirche der Altpreußischen Union, außerdem in die römisch-katholische Kirche Alt Schöneberg (polnisch Wrzesina) im Bistum Ermland eingepfarrt.
Der gleiche Bezug zu diesen Kirchen bestand auch nach 1945 für Bałąg: zu der – nun mit Namen versehen – Christus-Erlöser-Kirche Olsztyn, jetzt der Diözese Masuren der Evangelisch-Augsburgischen Kirche in Polen zugeordnet, sowie zur Pfarrei in Wrzesina, jetzt im Erzbistum Ermland gelegen.

## Verkehr
Bałąg ist von seinem Nachbardorf Wołowno (Windtken) auf direktem Wege zu erreichen. Der Ort ist auch die nächste Bahnstation und liegt an der heutigen Bahnstrecke Olsztyn–Bogaczewo (deutsch Allenstein–Güldenboden).